# Gaocun, Guangdong
Gaocun (kinesiska: 高村) är en köping i sydöstra Kina. Den ligger i stadsdistriktet Yun'an i staden Yunfu i provinsen Guangdong, omkring 140 kilometer väster om provinshuvudstaden Guangzhou. Antalet invånare är 20 222. Befolkningen består av 9 675 kvinnor och 10 547 män. Barn under 15 år utgör 22,0 %, vuxna 15-64 år 62 %, och äldre över 65 år 14,0 %.